# Tauffer Gábor
Tauffer Gábor, született Tauffer Gábor József Kálmán (Balmazújváros, 1884. január 16. – Sopron, 1946) gyógyszerész, ügyvéd, országgyűlési képviselő.

## Élete
Római katolikus szülők gyermekeként született Balmazújvárosban, kolozsvári származású családban. Édesapja Tauffer Károly gyógyszerész (1848-1910), édesanyja Spuller Ilona. Leginkább az ügyvédi pálya vonzotta, apja viszont – aki régóta gyógyszertár-tulajdonos volt – inkább gyógyszerésznek kívánta taníttatni. Így végső soron nemcsak a jogi és államtudományi doktorátust szerezte meg, hanem diplomát szerzett a gyógyszerészi szakmában is. Később letette az ügyvédi vizsgát is, s azt követően 1910-től egyéni ügyvédként kezdett praktizálni Budapesten.
Az első világháborúban, mint tüzér főhadnagy, főleg az oroszországi hadszíntereken teljesített szolgálatot, kitüntetést is szerzett. A frontról való hazatérését követően, 1918-ban megválasztották a Magyarországi Gyógyszerész Egyesület alelnökévé, ezt a tisztséget mintegy két évtizeden át megszakítás nélkül betöltötte, mígnem az 1930-as évek végén elnökké választották.
A politikai életbe 1919-ben kapcsolódott be, a Friedrich István által vezetett Keresztény Nemzeti Párt tagjaként. 1921. augusztus 20-án, Szent István napján a soproni Széchenyi-szobor talapzatáról szólította fel a térség lakosait, hogy fegyverrel tiltakozzanak Nyugat-Magyarország Ausztriához való elcsatolása ellen, ezt követően indult meg a nyugat-magyarországi felkelés, mely előbb a Lajtabánság nevű ideiglenes államalakulat létrejöttéhez, majd a soproni népszavazáshoz vezetett – utóbbi eredményeként Sopron és néhány környező település Magyarország része maradhatott.
1926-ban lett tagja Budapest törvényhatósági bizottságának, 1931-ben pedig országgyűlési képviselőnek is megválasztották, Friedrich keresztény ellenzéki programjával, a fővárosi északi választókerületben. A következő, 1935-ös választáson nem szerzett mandátumot, de még a ciklus vége előtt, pártja listájáról őt hívták be képviselőnek a posztjáról lemondó Friedrich helyére. Az 1939-es választás előtt kilépett addigi pártjából és csatlakozott a Keresztény Nemzeti Szocialista Fronthoz, melynek színeiben a Zala vármegyei listát vezető Maróthy Károly lemondása után jutott mandátumhoz, utóbbi helyén. 1940-ben tagja lett a Nyilaskeresztes Pártnak, melyből 1944 januárjában lépett ki.